# Антисемитские законы в Румынии
Антисемитские законы в Румынии включают в себя законы направленные против еврейского населения Румынии. Проявился в законодательстве страны в первые годы её существования после основания Румынии как современного государства в середине XIX века. Антисемитизм значительно возрос в Румынии в конце 1930-х и 1940-х годах, достигнув кульминации во время Холокоста в Румынии.

## История

### Дунайские княжества
Антисемитские законы на территории Румынии впервые появились во времена Валахии и Молдавии, предшественниках румынского государства, с момента расселения евреев в этом районе. Поскольку они были нехристианским народом, пришедшим в основном из Османской империи (в то время почти все евреи в Валахии были сефардами), их преданность считалась сомнительной. Тем не менее, их общине обычно предоставлялась большая автономия.
Навязанный Россией квазиконституционный документ Regulamentul Organic(на русском: Органический регламент) требовал от евреев зарегистрироваться в местных органах власти, указав их род занятий, чтобы евреи, которые «не могут продемонстрировать свою полезность», могли быть идентифицированы и изгнаны.
Во время революции 1848 года Прокламация об исламе требовала эмансипации евреев, но окончательное поражение революции означало, что её положения не применялись.

### Королевство Румыния

#### Кароль I
В результате русско-турецкой войны (1877—1878) Румыния обрела независимость, и на Берлинском конгрессе 1878 года народы Европы признали её с условием равенства всех граждан, независимо от этнического происхождения и религиозных убеждений, перед законом. В 1879 году парламент Румынии неохотно удалил статью конституции, которая запрещала евреям становиться гражданами.
В результате было известно очень мало евреев: между 1866 и 1904 годами было известно только 2000 человек иудаистского вероисповедания, из которых 888 получили гражданство за участие в русско-турецкой войне.
Князь, а затем король Румынии Кароль I был антисемитом, а либеральный министр внутренних дел Ион Брэтиану начал ужесточение политики против евреев. В 1867 году он потребовал от префектов ввести в действие правила о «еврейских бродягах» и тем самым прекратить еврейскую иммиграцию в Румынию и не допустить их расселения в деревнях.  Год спустя в Палату депутатов поступил проект закона, который должен был попытаться исключить евреев из экономической деятельности в деревнях.

#### Кароль II
Уже в июне 1940 года евреям было запрещено входить в партию "Фронт национального возрождения", Кароля II. После того, как в том же месяце Бессарабия и Северная Буковина отошли к СССР, антисемитизм был использован для того, чтобы отвлечь внимание от этой катастрофы. В июле 1940 года режим Кароля II выпустил первое определение понятия «еврей». 9 августа 1940 года были опубликованы два антисемитских закона, которые были основаны на венгерском и итальянском законодательстве. Люди, которых законы определяли как «евреев», были разделены на три категории. Большинство евреев потеряли право работать по ряду профессий. Евреям было запрещено посещать нееврейские школы. Браки между этническими румынами и евреями были запрещены.

### Национал-легионерское государство

#### Хория Сима
В результате свержения Кароля II, к власти пришли маршал Ион Антонеску, и 2-й капитанул Железной гвардии Хория Сима. В Румынии был установлен режим "Национал-легионерского государства", этот период истории Румынии сопровождался ярым антисемитизмом и еврейскими погромами. Наиболее крупным был Бухаресткий погром, совершенный в ходе Мятежа Железной гвардии.